# Comin’ Back
«Comin’ Back» (в переводе с англ. — «Пойдём обратно») — четвёртый и последний сингл американского электронного дуэта The Crystal Method из их дебютного студийного альбома Vegas.
«Comin’ Back» был выпущен лейблом Outpost Recordings 2 июня 1998 года. Композиция написана в соавторстве с Трикси Рейсс, чей вокал также использовался в песне. Музыкальное видео к «Comin’ Back» было снято Питером Кристоферсоном.

## Список композиций
CD
1. The Light’s Southern Grit Mix
2. Club 69 Funk Radio Express
3. Club 69 Future Mix
4. Front BC’s Comin' Twice Remix (Short Version)
5. RSN8 Alchemy Mix (Radio Edit)
6. Tonmeister Mix
7. Club 69 Funk Express
8. Album Version

Винил 12"
1. Club 69 Funk Express
2. Club 69 Future Mix
3. Club 69 Future Dub

## Участники записи
The Crystal Method
- Скотт Киркленд — синтезатор, программинг, продюсирование
- Кен Джордан — синтезатор, программинг, продюсирование

Другие музыканты
- Трикси Рейсс — вокал

## Позиции в чартах
| Чарт (1998)             | Высшая позиция |
| ----------------------- | -------------- |
| UK Singles Chart        | 73             |
| Hot Dance Singles Sales | 38             |
| Hot Dance Club Songs    | 1              |